# Anna Goloebkina
Anna Semjonovna Goloebkina (Russisch: Анна Семёновна Голубкина) (Zarajsk, 28 januari 1864 - aldaar, 7 september 1927) was een Russisch impressionistisch beeldhouwster.

## Biografie
Anna Goloebkina werd geboren in Zarajsk, gouvernement Rjazan (momenteel in het oblast Moskou), Rusland in een oude boerenfamilie. Haar vader stierf toen Goloebkina nog maar twee jaar oud was. Ze werd opgevoed door haar grootvader, Polikarp Sidorovitsj Goloebkin, die een winstgevende groenteboer was en waarschijnlijk het hoofd van de lokale filippiërs.
Goloebkina ging voor haar 25e niet naar school, zelfs geen lagere school. Ondanks het totale gebrek aan formele scholing, waren alle kinderen in Goloebkins familie geletterd en Goloebkina's oudere zus Alexandra behaalde later een feldsjerdiploma. Goloebkina's talenten in schilderen en beeldhouwen werden ontdekt door de plaatselijke kunstleraar, die haar aanraadde naar Moskou te gaan om kunst te studeren.
In 1889 deed ze toelatingsexamens voor de School voor Schone Kunsten van Otto Goenst, een architectuurschool. Omdat ze geen formele opleiding had genoten, zakte ze voor sommige examens, maar een examinator, beeldhouwer Sergej Volnoechin, daagde andere examinatoren uit om een beeldhouwer te noemen die zoiets als haar Biddende oude vrouw kon maken. Hij overtuigde hen niet alleen om Goloebkina toe te laten, maar ook om af te zien van haar lesgeld.

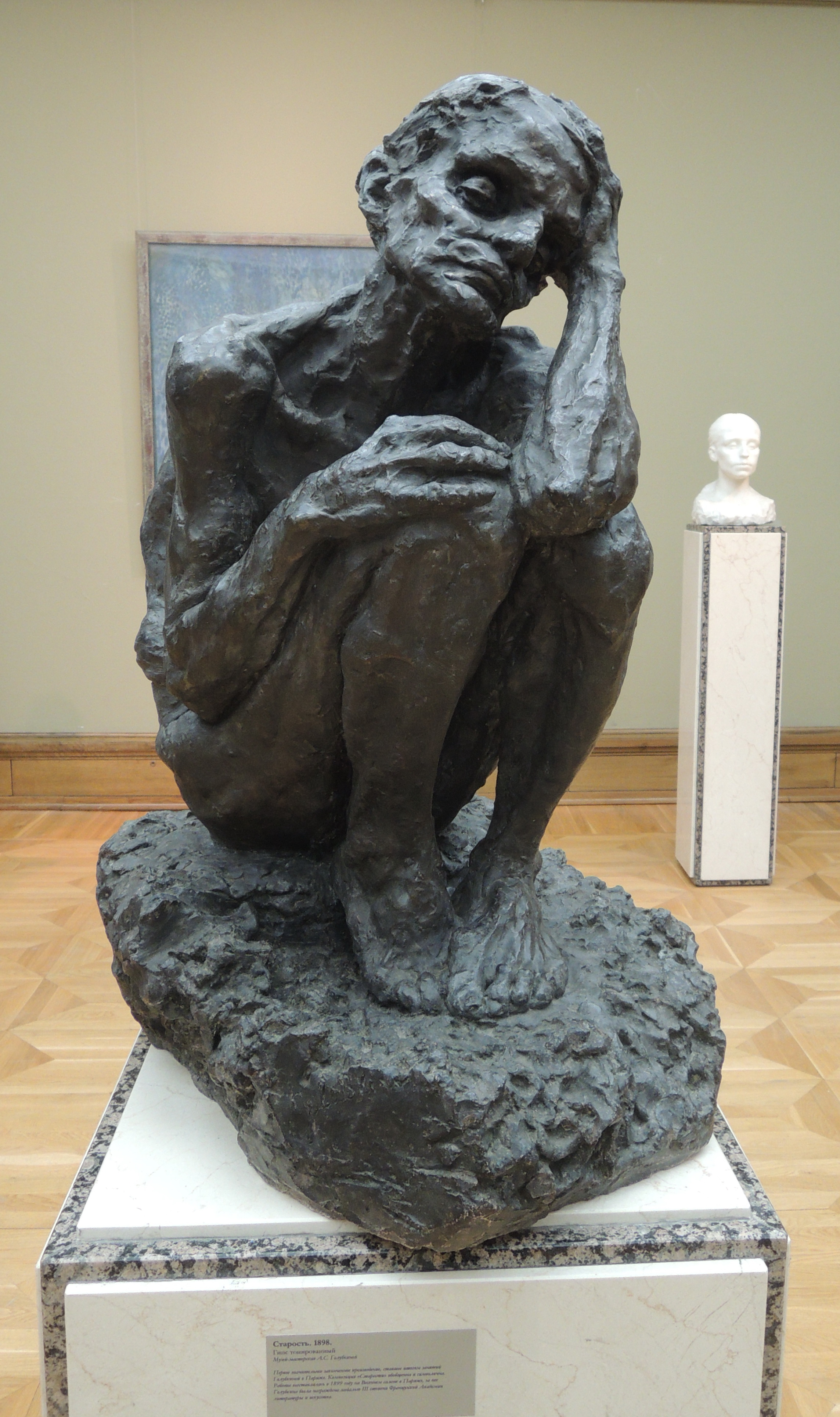
De oude dag, 1898

Het jaar daarop werd de school gesloten wegens faillissement en ging Goloebkina naar de Moskouse school voor schilderkunst, beeldhouwkunst en architectuur, waar ze van 1890-1894 studeerde bij professor Sergej Ivanov. Een van haar klasgenoten was een andere beroemde beeldhouwer, Sergej Konenkov.
In 1894-1895 studeerde ze aan de Keizerlijke kunstacademie in Sint-Petersburg in het atelier van de beroemde beeldhouwer Vladimir Beklemisjev. Volgens onderzoekers was Vladimir het onderwerp van Goloebkina's onbeantwoorde liefde, maar hij wist er nooit van.
In 1895 ging ze naar Parijs, waar ze studeerde aan de Académie Colarossi (1895-1897). In die tijd gingen Russische kunstenaars meestal naar het buitenland met een of andere toelage of voldoende zelfstandig inkomen. Goloebkina was een van de eersten die naar Parijs kwam met bijna geen geld. Ze leed honger, maar slaagde erin om belangrijke sculpturen te produceren, waaronder De IJzeren.
In 1897 keerde ze kort terug naar Rusland en werd toen assistent van Auguste Rodin (1897-1900) in opvolging van Camille Claudel (ze kreeg ook een aanbod van Mark Antokolski). Rodin vroeg haar werk aan de handen en benen van zijn sculpturen. In die tijd produceerde ze ook De oude dag, Het vuur, De Mist en vele andere originele sculpturen. Het beeldhouwwerk De oude dag is een directe toespeling op het werk van Rodin zelf. Ze gebruikte hetzelfde model, zittend in dezelfde pose als Rodins De Denker, die hij veertien jaar eerder creëerde.
In 1901 keerde ze terug naar Moskou. Haar bas-reliëf De golf, geïnstalleerd op de gevel van het Moskous Kunsttheater, werd beschouwd als een symbool van het Russische modernisme. Ze nam deel aan de Russische Revolutie van 1905, werd gearresteerd en veroordeeld tot een jaar gevangenisstraf voor het verspreiden van folders maar werd vrijgelaten vanwege haar slechte gezondheid. Ze maakte ook een aantal sculpturale portretten, waaronder portretten van Andrej Bely, Aleksej Remizov, Lev Tolstoj en Karl Marx.
Goloebkina was aanvankelijk erg enthousiast over de Oktoberrevolutie van 1917, maar weigerde na de executie van de voormalige leden van de Doema met de Sovjetregering samen te werken (inclusief het plan van Lenin voor monumentale propaganda). Uiteindelijk stemde ze ermee in om les te geven in VChOeTEMAS, waar ze de Tataarse beeldhouwer Baqi Urmançe zou onderwijzen.
Anna Goloebkina stierf in 1927, terwijl ze aan het beeldhouwwerk van Aleksandr Blok werkte. Ze was geopereerd en mocht geen zware voorwerpen hanteren. Het werken aan de grote houten sculptuur vergde echter veel fysieke inspanning. Goloebkina voelde zich behoorlijk ziek en ging naar Zarajsk naar haar zus, Aleksandra Goloebkina, in de verwachting dat Aleksandra haar zou helpen. Ze stierf een paar dagen nadat ze daar was aangekomen. Het atelier van Goloebkina in Moskou werd in 1932 een museum en was het eerste Russische museum van dat type.
Als eerste Russische beeldhouwer die de prijs van het Salon de Paris ontving, wordt ze beschouwd als de eerste vrouwelijke Russische beeldhouwer van belang. Goloebkina had ook een tentoonstelling in het prestigieuze Alexander III Museum (het huidige Poesjkinmuseum).

## Werken (selectie)

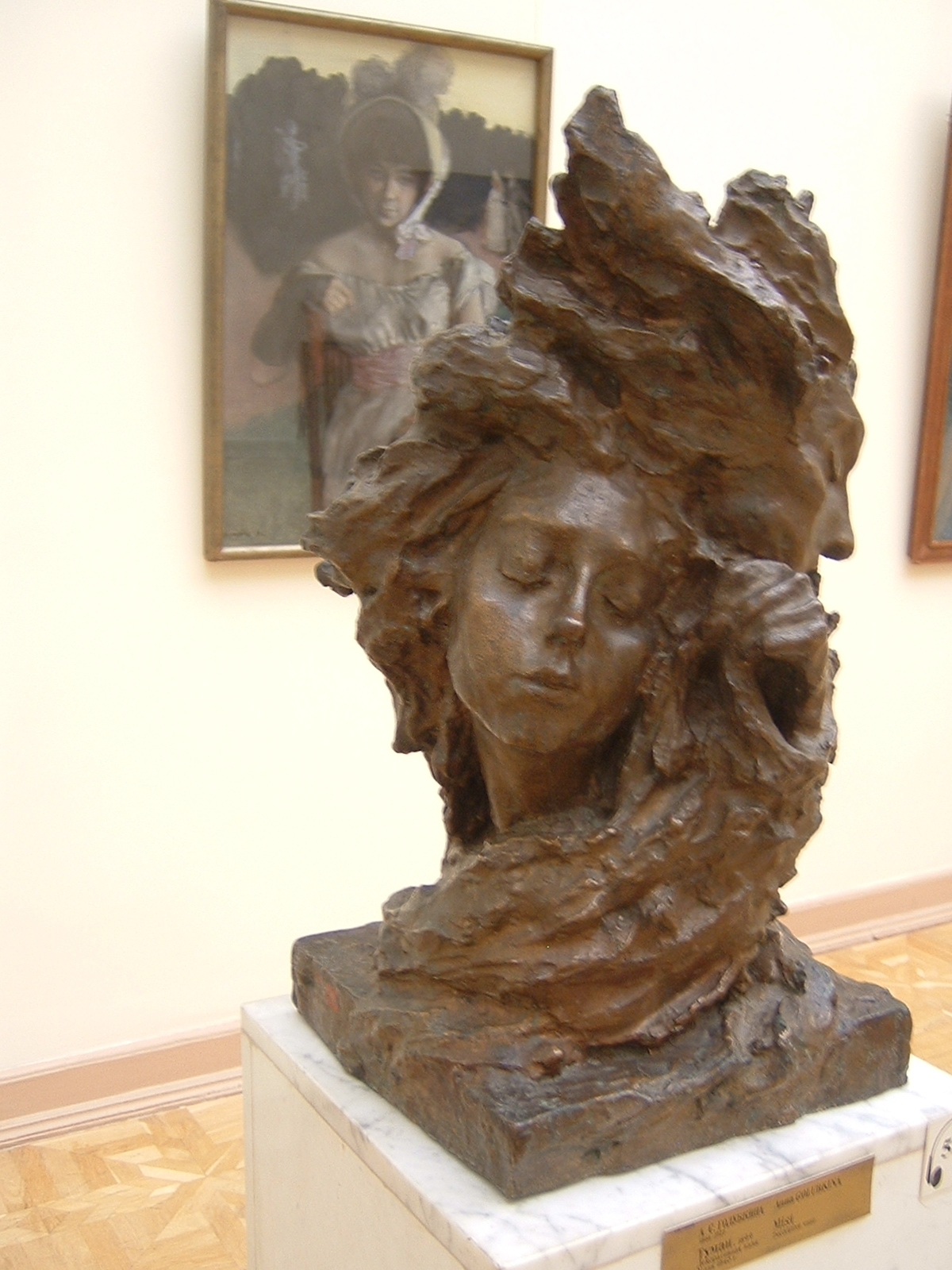
De mist, 1899
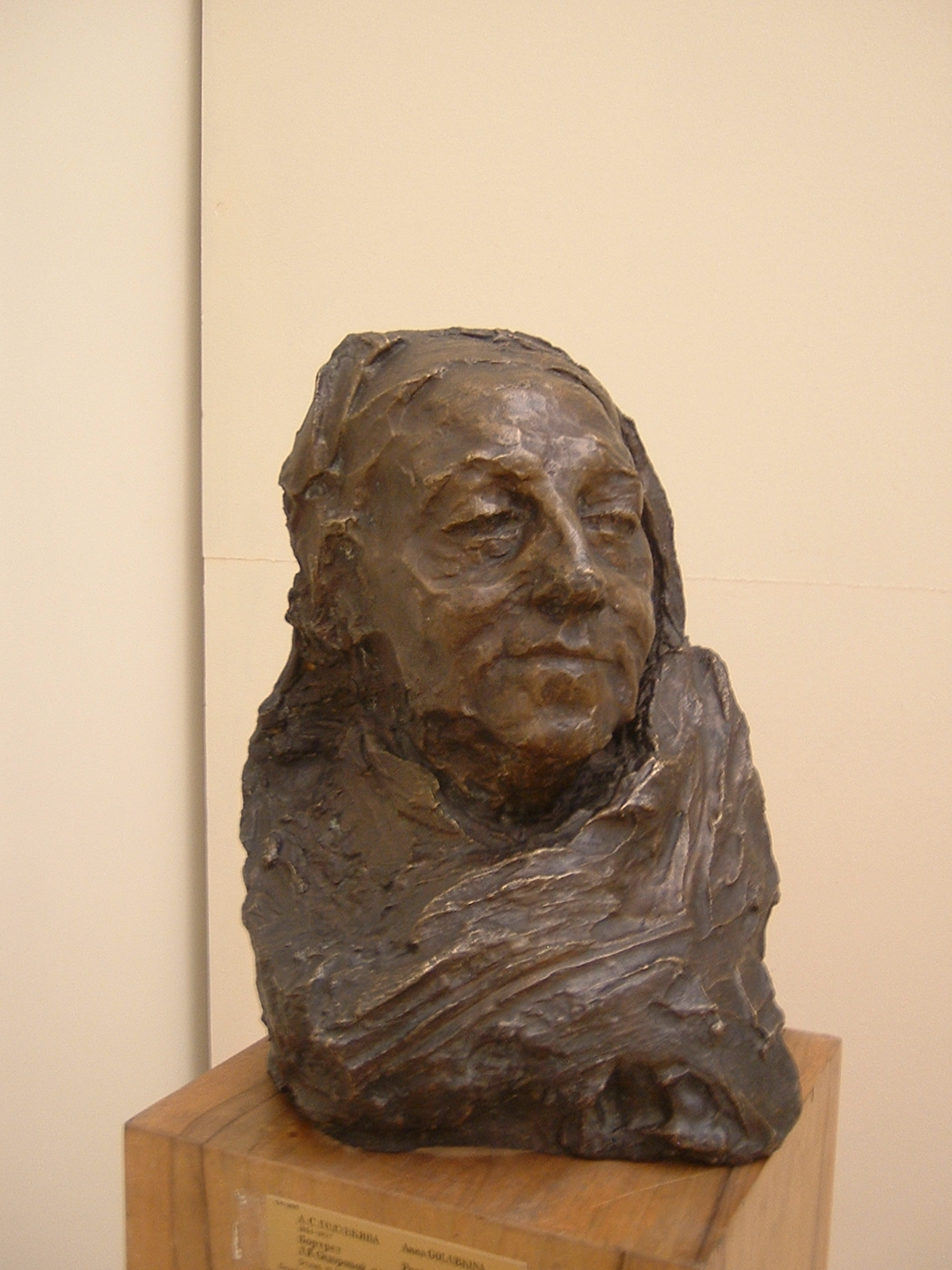
L.I. Sidorova, 1906
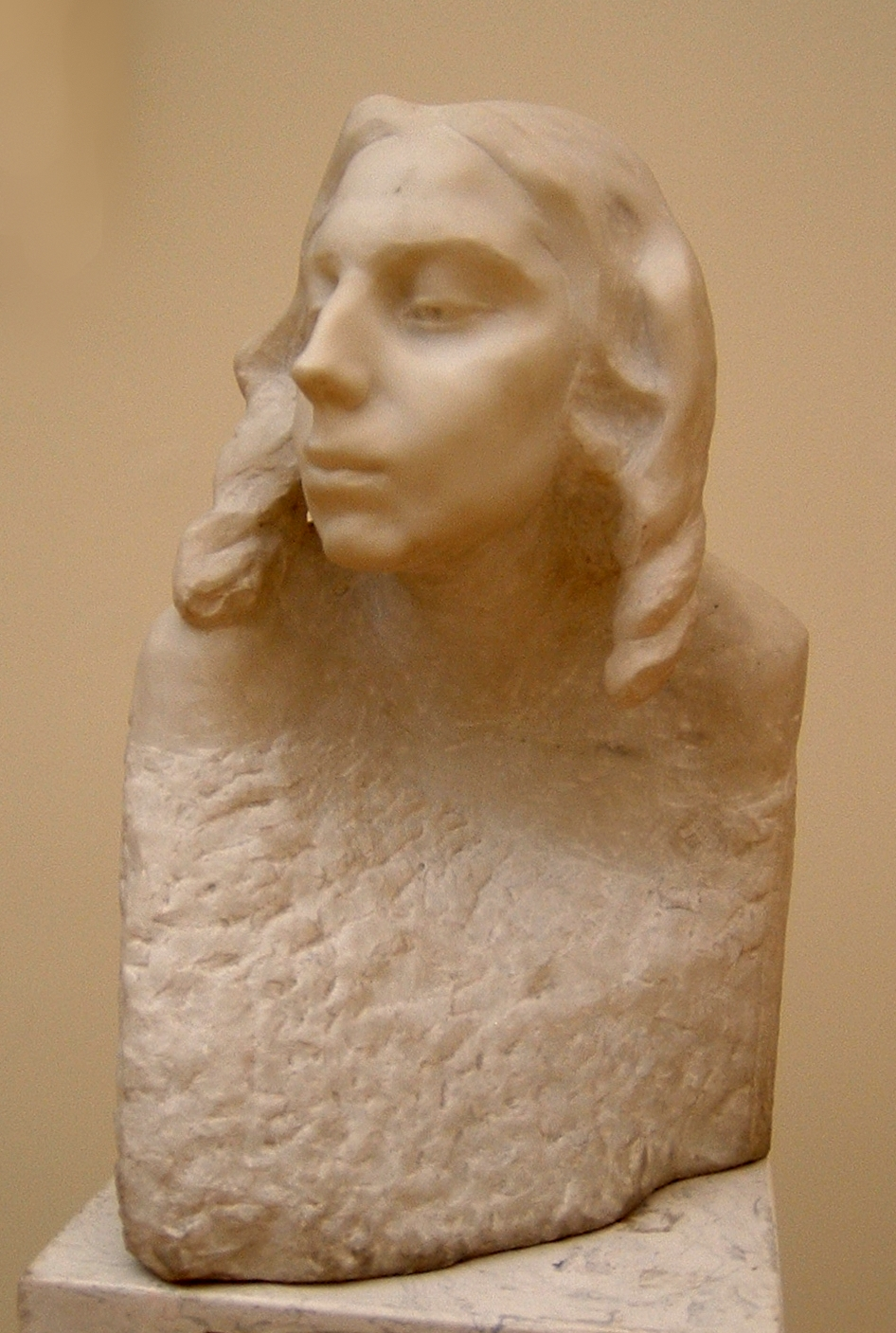
E.D. Nikiforova-Kirpitsjnikova, 1908
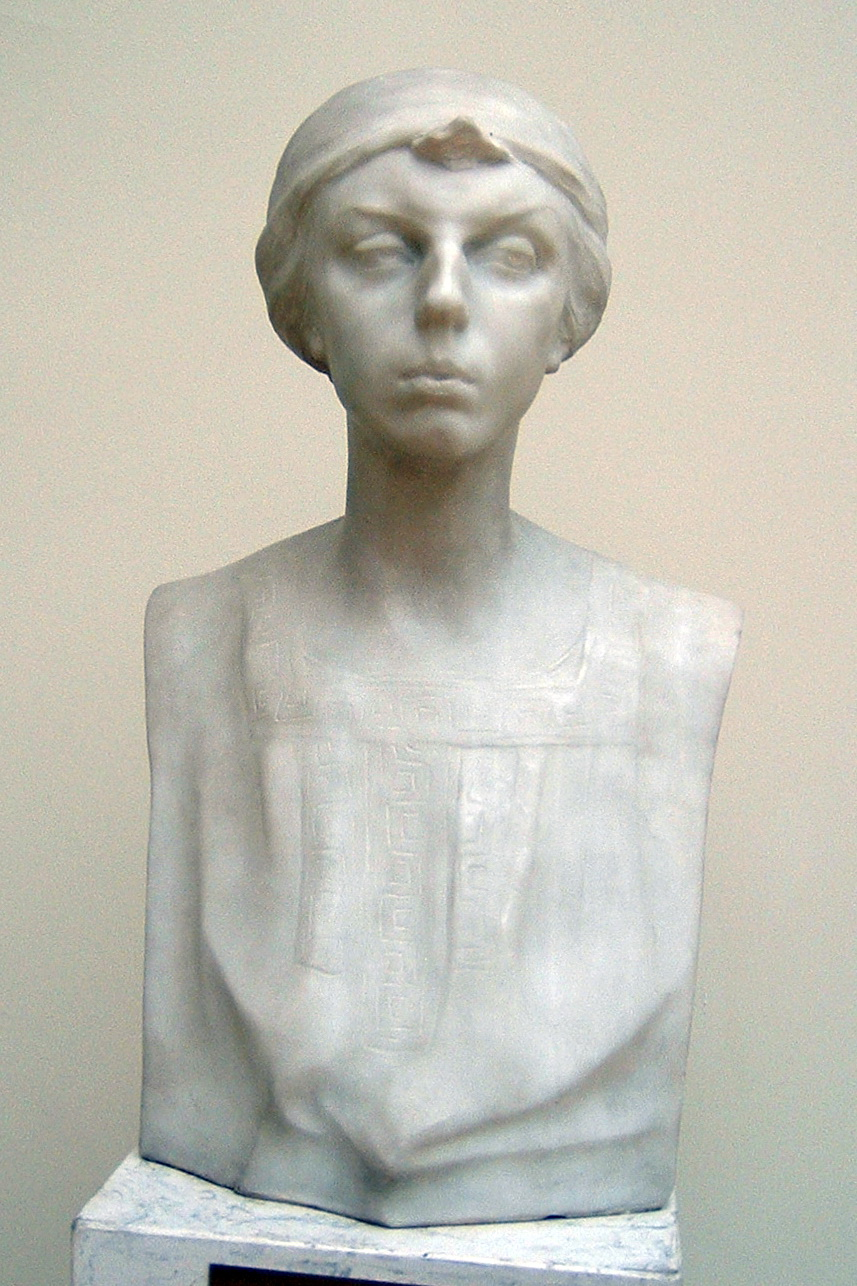
E.P. Nosova-Rjaboesjinskaja, 1912
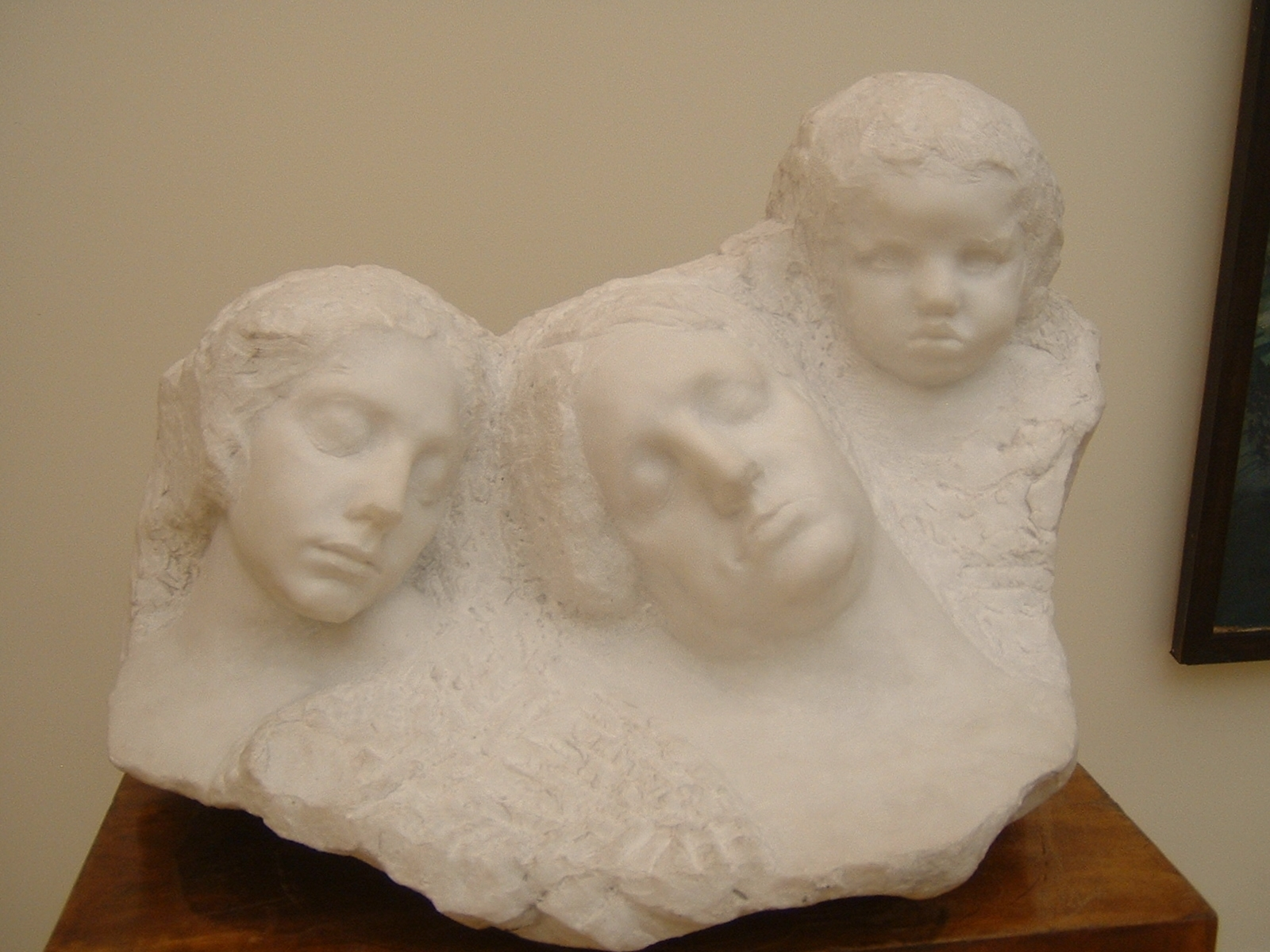
Slapers, 1912

## Varia
In 1991 werd een inslagkrater op de planeet Venus naar haar vernoemd.
- Bibliothèque nationale de France: cb16284991k (data)
- Gemeinsame Normdatei: 120936100
- International Standard Name Identifier: 0000 0001 2130 0684
- Library of Congress Control Number: n79131059
- Nationale Bibliotheek van Letland: 000087297
- Nationale Bibliotheek van Tsjechië: js2008458460
- Nationale bibliotheek van Australië: 35214651
- Nationale Bibliotheek van Israël: 987007276501105171
- Réseau des bibliothèques de Suisse occidentale: 02-A008797163
- RKD-Nederlands Instituut voor Kunstgeschiedenis: 432967
- Système universitaire de documentation: 128461403
- Trove: 868443
- Union List of Artist Names: 500106904
- Virtual International Authority File: 42681630
- WorldCat: E39PBJgH9KpfrjcvBGQbxjrTHC